# Liste de ponts du Costa Rica
Cet article a pour vocation de présenter une liste de ponts remarquables du Costa Rica, tant par leurs caractéristiques dimensionnelles, que par leur intérêt architectural ou historique. 

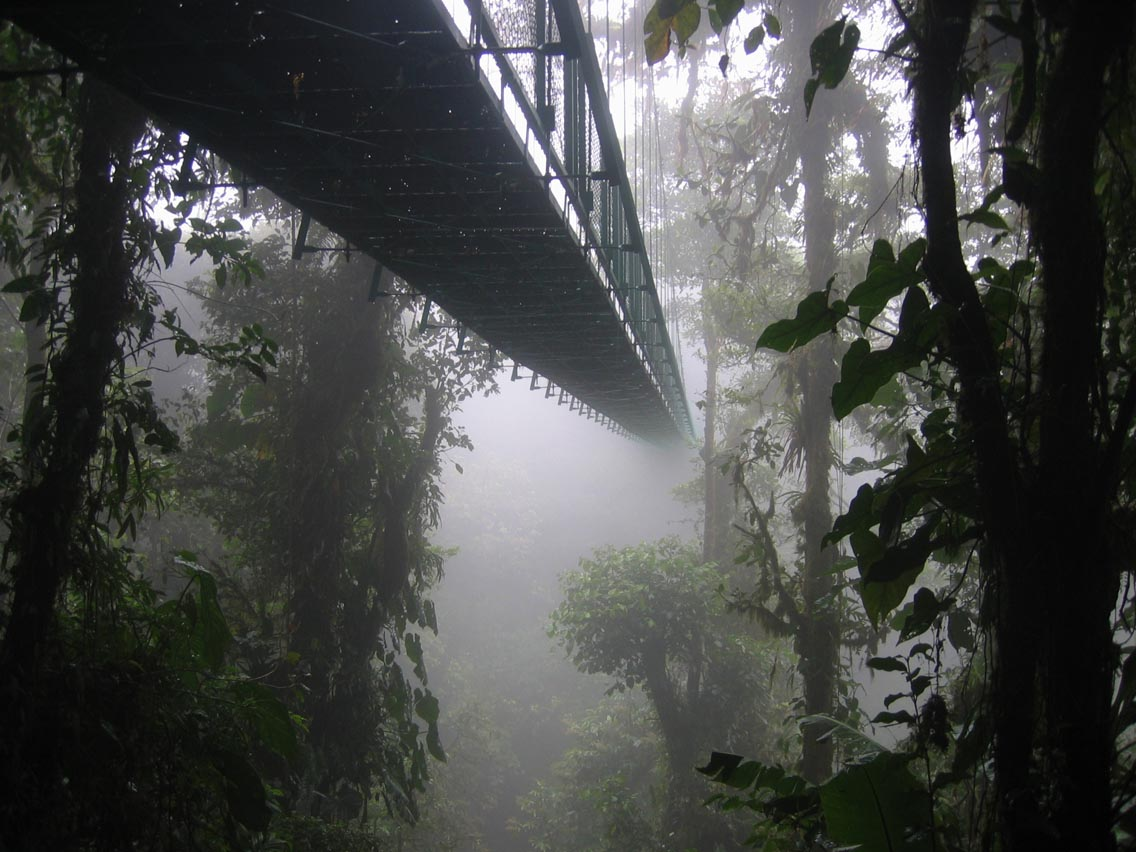
Les ponts suspendus dans la canopée de la réserve biologique de Monteverde.

La catégorie lien donne la classification de l'ouvrage parmi ceux présentés et propose un lien vers la fiche technique du pont sur le site Structurae, base de données et galerie internationale d'ouvrages d'art. La liste peut être triée selon les différentes entrées du tableau pour voir ainsi les ponts en arc ou les ouvrages les plus récents par exemple.
Les colonnes portée et longueur, exprimées en mètres indiquent respectivement la distance entre les pylônes de la travée principale et la longueur totale de l'ouvrage, viaducs d'accès compris.

## Ponts présentant un intérêt historique ou architectural
|  |   | Nom                                     | Distinction                                             | Long. | Type                              | Voie portée Voie franchie                              | Date | Localisation                                | Province     | Ref.  |
|  | - | --------------------------------------- | ------------------------------------------------------- | ----- | --------------------------------- | ------------------------------------------------------ | ---- | ------------------------------------------- | ------------ | ----- |
|  | 1 | Pont de Sixaola-Guabito                 | Frontière Costa Rica - Panama                           |       | Pont en treillis Acier            | Ruta Nacional 36 Rio Sixaola                           |      | Sixaola 9° 29′ 57,8″ N, 82° 36′ 49,2″ O     | Limón Panama |       |
|  | 2 | Vieux pont sur le Colorado (Costa Rica) | Spot de saut à l'élastique Hauteur libre : 80 mètres    |       | Arc Treillis acier, tablier porté | Colorado                                               |      | Argentina 10° 02′ 25,5″ N, 84° 21′ 36,1″ O  | Alajuela     | [ 1 ] |
|  | 3 | Ponts suspendus de Monteverde           | Passerelles touristiques                                |       | Suspendus Acier                   | Passerelles Reserva Biológica Bosque Nuboso Monteverde |      | Monteverde 10° 18′ 09,6″ N, 84° 47′ 43,9″ O | Puntarenas   | [ 2 ] |
|  | 4 | Ponts suspendus d'Arenal                | Situé au pied du volcan Arenal Passerelles touristiques |       | Suspendus Acier                   | Passerelles Parque Nacional Volcán Arenal              |      | Tabacon 10° 29′ 46″ N, 84° 45′ 02,7″ O      | Alajuela     | [ 3 ] |

## Grands ponts
Ce tableau présente les ouvrages ayant des portées supérieures à 100 mètres ou une longueur totale de plus de 3 000 mètres (liste non exhaustive).
|                                            |   | Nom                                | Portée | Long. | Type                                                   | Voie portée Voie franchie                            | Date        | Localisation                                   | Province          | Ref. |
| ------------------------------------------ | - | ---------------------------------- | ------ | ----- | ------------------------------------------------------ | ---------------------------------------------------- | ----------- | ---------------------------------------------- | ----------------- | ---- |
|                                            | 1 | Pont de Tempisque                  | 170    | 780   | Haubané Monopylône                                     | Ruta Nacional 18 Río Tempisque                       | 2003        | Puerto Carazo 10° 14′ 46,9″ N, 85° 14′ 51″ O   | Guanacaste        |      |
|                                            | 2 | Pont sur le Colorado (Costa Rica)  | 146    |       | Pont lenticulaire Arc et béquilles en béton            | Autopista Bernardo Soto Route panaméricaine Colorado | 1974        | Argentina 10° 01′ 21,5″ N, 84° 21′ 31,7″ O     | Alajuela          |      |
|                                            | 3 | Pont sur le Río Virilla            | 137    |       | Arc Treillis acier, tablier porté                      | Río Grande                                           | 1902        | Río Grande 9° 57′ 46,6″ N, 84° 20′ 56,9″ O     | Alajuela          |      |
| Puente colgante sobre el río Peñas Blancas | 4 | Pont suspendu du Río Peñas Blancas | 100    |       | Suspendu Tablier poutres treillis acier, pylônes acier | 702 Río Peñas Blancas                                | années 1960 | San Gerardo 10° 21′ 57,3″ N, 84° 35′ 40,7″ O   | Alajuela          |      |
|                                            | 5 | Nouveau pont sur le Río Grande     |        |       | Poutre-caisson Béton précontraint                      | Ruta Nacional 27 Río Grande                          |             | Río Grande 9° 57′ 48,1″ N, 84° 20′ 56,8″ O     | Alajuela          |      |
| Puente del Río Virilla                     | 6 | Pont sur le Río Virilla            |        |       | Poutre-caisson Béton précontraint                      | Ruta Nacional 27 Río Virilla                         |             | Guácima - Brasil 9° 56′ 51″ N, 84° 13′ 55,6″ O | Alajuela San José |      |